# Satala (Kleinarmenien)
Koordinaten: 40° 2′ N, 39° 35′ O
Satala (altarmenisch Սատաղ Satał) war ein wichtiger römischer Verkehrsknotenpunkt und Militärlager in Kleinarmenien. Der antike Ort befindet sich an der Stelle des heutigen türkischen Dorfes Sadak, Provinz Gümüşhane, Landkreises Kelkit.

## Geschichte
Das Gebiet wurde schon von Hethitern, Assyrern und Griechen besiedelt. In römischer Zeit war Satala eines der wichtigsten Militärlager in diesem Gebiet. Die Legio XV Apollinaris war bis ins 4. Jahrhundert dort stationiert. Satala lag an der Kreuzung der beiden wichtigen Verbindungswege in dem Gebiet: Die Ost-West-Route von Ancyra über Nikopolis und Satala nach Nordarmenien und die Nord-Süd-Route von dem Schwarzmeerhafen Trapezunt über die großen Militärlager Satala, Melitene und Zeugma bis nach Antiochia. 297 kam es hier zu einer entscheidenden Schlacht zwischen den Römern und den Sasaniden, die in Armenien eingefallen waren. Die Sasaniden wurden vernichtend geschlagen und mussten sich in der Folgezeit aus Armenien zurückziehen.
Nach den Römern gehörte die Stadt zum Byzantinischen Reich (Schlacht von Satala (530)).
Die Ruinen ziehen sich theaterförmig den Hang über dem heutigen Dorf Sadak hinauf. In den dortigen Nekropolen sind einige Reliefs, die die Göttin Nike darstellen, gefunden worden.